# Ernst Hoffenreich
Ernst Hoffenreich (* 26. April 1890 in Wien; † 6. Dezember 1958 in Mattersburg) war ein österreichischer Politiker (SPÖ) und Rechtsanwalt. Hoffenreich vertrat die SPÖ mehrfach im Burgenländischen Landtag. Er war Landesrat und Landtagspräsident.

## Ausbildung und Beruf
Hoffenreich, Sohn des aus Wien stammenden Bankdirektors Josef Hoffenreich, besuchte die Volksschule und das Schottengymnasium in Wien. 1909 legte er die Matura ab und studierte von 1909 bis 1914 Rechtswissenschaften an der Universität Wien sowie der Universität Paris. Er leistete von 1914 bis 1918 seinen Kriegsdienst ab und war von 1918 bis 1919 bei der Staatskanzlei Wien beschäftigt. Danach war er von 1920 bis 1931 Magistratsbeamter der Stadt Wiener Neustadt, von 1922 bis 1925 jedoch beurlaubt. 1931 promovierte er zum Dr. jur. Ab 1939 arbeitete Hoffenreich als Rechtsanwalt in Bad Sauerbrunn und ab 1951 in Mattersburg. Er war während des Nationalsozialismus als Rechtsanwalt Mitglied des NS-Rechtswahrerbundes sowie Kreisluftschutzführer.

## Politik
Hoffenreich war ab September 1919 Vertreter der Niederösterreichischen Landesregierung in der Verwaltungsstelle für den Anschluss Deutsch-Westungarns und von 1921 bis 1922 Mitglied der Verwaltungsstelle für das Burgenland. Er vertrat die Sozialistische Partei vom 15. Juli 1922 bis zum 12. Februar 1934 im Burgenländischen Landtag. Er war zudem vom 20. Mai 1927 bis zum 5. Dezember 1930 1. Landtagspräsident und im Anschluss bis zum 12. Februar 1934 2. Landtagspräsident. Zwischen dem 19. Juli 1922 und dem 29. April 1925 gehörte er zudem als Landesrat den Landesregierungen Rausnitz, Walheim und Rauhofer an. Hoffenreich wirkte zudem von 1927 bis 1934 in Sauerbrunn als Bürgermeister. Innerparteilich war er von 1922 bis 1934 Mitglied des Landesparteivorstandes der Sozialistischen Partei. Im Zuge des Bürgerkriegs 1934 wurde Hoffenreich in politische Haft genommen und verlor alle seine politischen Ämter.
Nach dem Zweiten Weltkrieg war Hoffenreich 1945 Mitglied des Provisorischen Landeskomitees und Parteienvertreter der SPÖ im Provisorischen Landesausschuss. Er hatte von 1946 bis 1950 das Amt des Vizepräsidenten der Burgenländischen Handelskammer inne und war bis 1949 Oberkurator-Stellvertreter der Landeshypothekenanstalt. Zuletzt war er Vorsitzender der Verwaltungskommission der Gemeindesparkasse der Gemeinde Sauerbrunn. Er vertrat die SPÖ vom 13. Dezember 1945 bis zum 19. März 1953 im Burgenländischen Landtag und hatte das Amt des 2. Landtagspräsidenten inne.

## Privates
Hoffenreich war ab dem 10. Oktober 1920 in erster Ehe mit Karin Bolin, der Nichte von Karl Seitz, verheiratet. Am 27. Dezember 1944 heiratete er Barbara Arthofer.